# Dragaljevac Srednji
Dragaljevac Srednji (cyr. Драгаљевац Средњи) – wieś w Bośni i Hercegowinie, w Republice Serbskiej, w mieście Bijeljina. W 2013 roku liczyła 741 mieszkańców.